# Особняк Кечекьяна (Ростов-на-Дону)
Особняк Ф. С. Кечекьяна (Кечегьяна) (рос. Особняк Ф. С. Кечекьяна (Кечегьяна)) — будівля в Ростові-на-Дону, розташоване на площі Свободи. Побудовано в третій чверті XIX століття на центральній площі міста Нахічевані-на-Дону (нині у складі Пролетарського району Ростова-на-Дону). В даний час особняк займає дитяча бібліотека імені А. С. Пушкіна. Будівля має статус об'єкта культурної спадщини регіонального значення.

## Історія

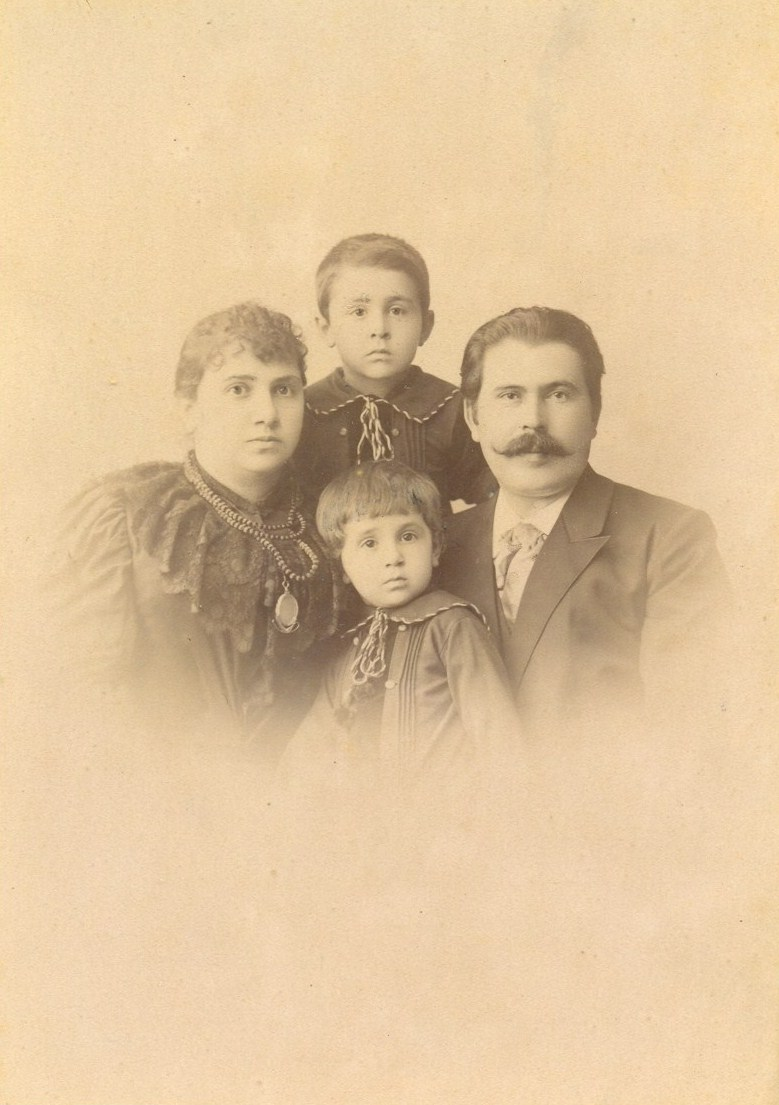
Сім'я Кечекьян

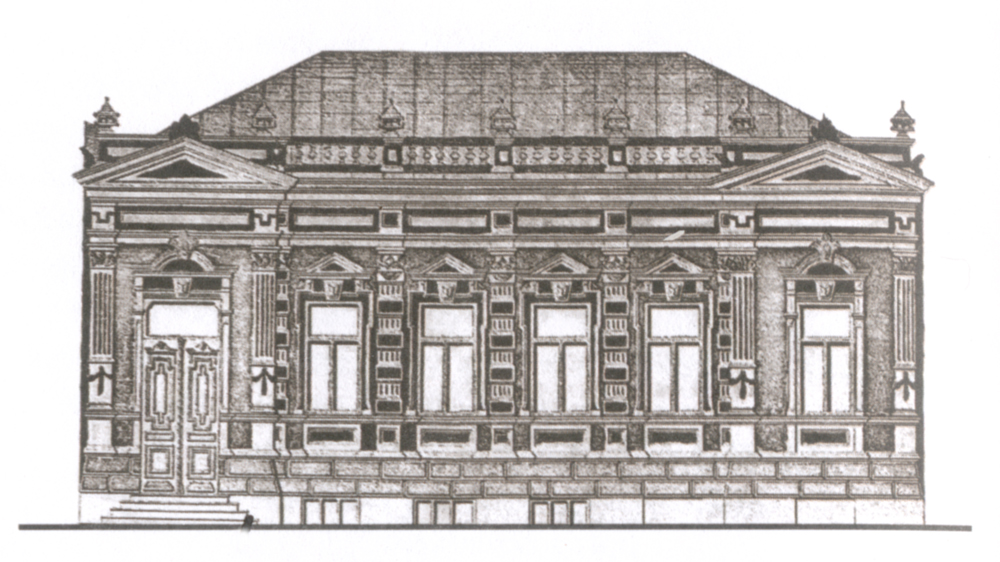
Особняк Ф. С. Кечекьяна

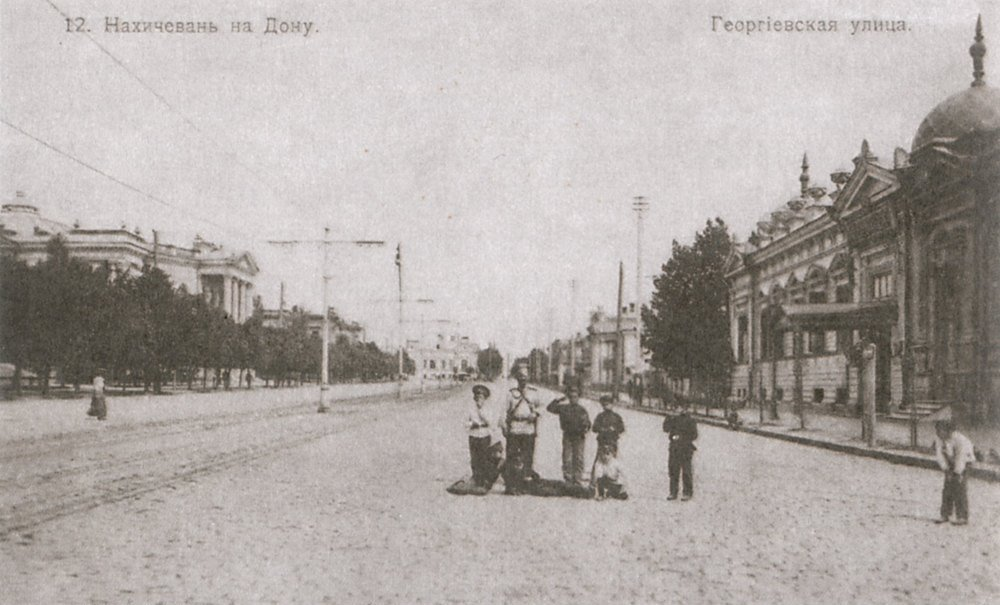
Будинок Сагірова і купол будинку Кечекьяна (праворуч)

Особняк на Бульварній площі Нахічевані-на-Дону був побудований третій чверті XIX століття (початковий адресу Бульварна площа, будинок 7). Нагляд за його будівництвом вів міський архітектор М. Н. Дурбах. З документів відомо, що як мінімум з 1886 року будинок належав погоди Ользі Тарасівні Ходжаєвої. У 1894 році Ходжаєва продала свій маєток за 8 тисяч рублів сріблом Іскугі Хачересовні Кечекьян (уродженої Аладжалової), дружині лікаря Федора (Аствацатура) Степановича Кечекьяна.
В особняку подружжя Кечекьян жили зі своїми дітьми. Іскугі Хачересовна Кечекьян була членом Вірменського жіночого благодійного товариства «Піклування» і членом правління «Нахичеванского н-Д. Миколаївського благодійного товариства допомоги бідним». Її брат — художник М. Х. Аладжалов. Федір Степанович Кечекьян був міським лікарем, гласним Міської Думи Нахічевані-на-Дону, членом Фінансової комісії Міської Думи, членом Лікарняної комісії Міської Думи, членом «Нахичеванского вірменського благодійного товариства», членом правління «Нахичеванского відділу товариства рятування на водах», членом Опікунської ради Катерининської жіночої гімназії, членом Опікунської ради «Жіночих комерційних курсів», кавалером Ордена Святої Анни третього ступеня.
Після приходу радянської влади особняк націоналізували. У 1926 році (за іншим даними — в 1929 році) в будівлі розмістилася дитяча бібліотека імені А. С. Пушкіна.

## Архітектура
Одноповерховий особняк з високим цокольним поверхом головним фасадом звернений на площу Свободи. На сході до будинку примикає особняк Сагірова. За будинком Кечекьяна розташований двір, де раніше знаходилися господарські будівлі: льодовня, каретня та стайня. Парадний фасад має класичну ордерну композицію. Крайні розкріповки акцентовані пилястровыми порталами. Чотири центральних віконних отвору оформлені наличниками і сандриками у стилі бароко. Парадний вхід розташований з лівої сторони, до нашого часу збереглася оригінальна дерев'яна двері. Над передпокої на початку XX століття був споруджений купол зі шпилем (нині втрачений).
Кімнати особняка розташовувалися в два ряди: уздовж головного і вздовж дворового фасадів. Три вікна центрального залу виходили на головний фасад. До залу примикали робочий кабінет і житлова кімната. Бібліотека та інші житлові кімнати були обернені вікнами у двір. Цокольний поверх мав окремий вхід з двору. Там розміщувався кабінет, де лікар Ф. С. Кечекьян приймав хворих. З боку двору до особняка примикала невелика веранда.
У документі 1894 року будинок описується так: «Нерухоме маєток складається в р. Нахічеван н/Д по Бульварній площі під № 7 і полягає в двоповерховому кам'яному будинку з кам'яними ж надвірними будівлями, та дворової землею якою мірою: по площі десять сажень і два аршини і у дворі двадцять п'ять сажень, все без залишку, в сусідстві з маєтками Сагірова і Ходжаєвых».